# Megalostrata monistica
Megalostrata monistica là một loài nhện trong họ Corinnidae.
Loài này thuộc chi Megalostrata. Megalostrata monistica được Ralph Vary Chamberlin miêu tả năm 1924.